# Hörstel (Hörstel)
Die Ortschaft Hörstel (plattdeutsch Hüörsel) ist ein Stadtteil der gleichnamigen Stadt Hörstel. Vom 1. April 1900 bis zur Eingemeindung am 1. Januar 1975 war sie eine eigene Gemeinde, die am 1. Januar 1975 in der Stadt Hörstel aufging. Vor 1900 war Hörstel eine Bauerschaft des Ortes Riesenbeck.

## Geografie
Hörstel befindet sich am Nordwestende des Teutoburger Waldes im Übergang von der Westfälischen Bucht in das Norddeutsche Tiefland. Südwestlich der Ortslage befindet sich der hier auslaufende Teutoburger Wald.

### Landschaften
Kleinere Teile des Ortsgebietes berühren noch die Landschaft des Osnabrücker Osnings, während der größte Teil des Ortsgebietes in der Plantlünner Sandebene liegt.

### Ortsgliederung
Der Stadtteil Hörstel besteht aus den Ortschaften:
- Hörstel Dorf
- Ostenwalde
- Gravenhorst

Sowie den Bauerschaften:
- Schultenort
- Poggenort
- Hagenort
- Harkenberg
- Elseck
- Uthuisen

### Nachbarorte
Um Hörstel gruppieren sich die Nachbarorte:
- nördlich: Der Stadtteil Dreierwalde und der Ort Hopsten
- östlich: Die Ibbenbürener Stadtteile Uffeln und Püsselbüren
- südlich: Der ebenfalls zur Stadt Hörstel gehörende Stadtteil Bevergern
- westlich: Die Stadt Rheine mit dem Stadtteil Rodde

### Gewässer

#### Hörsteler Aa

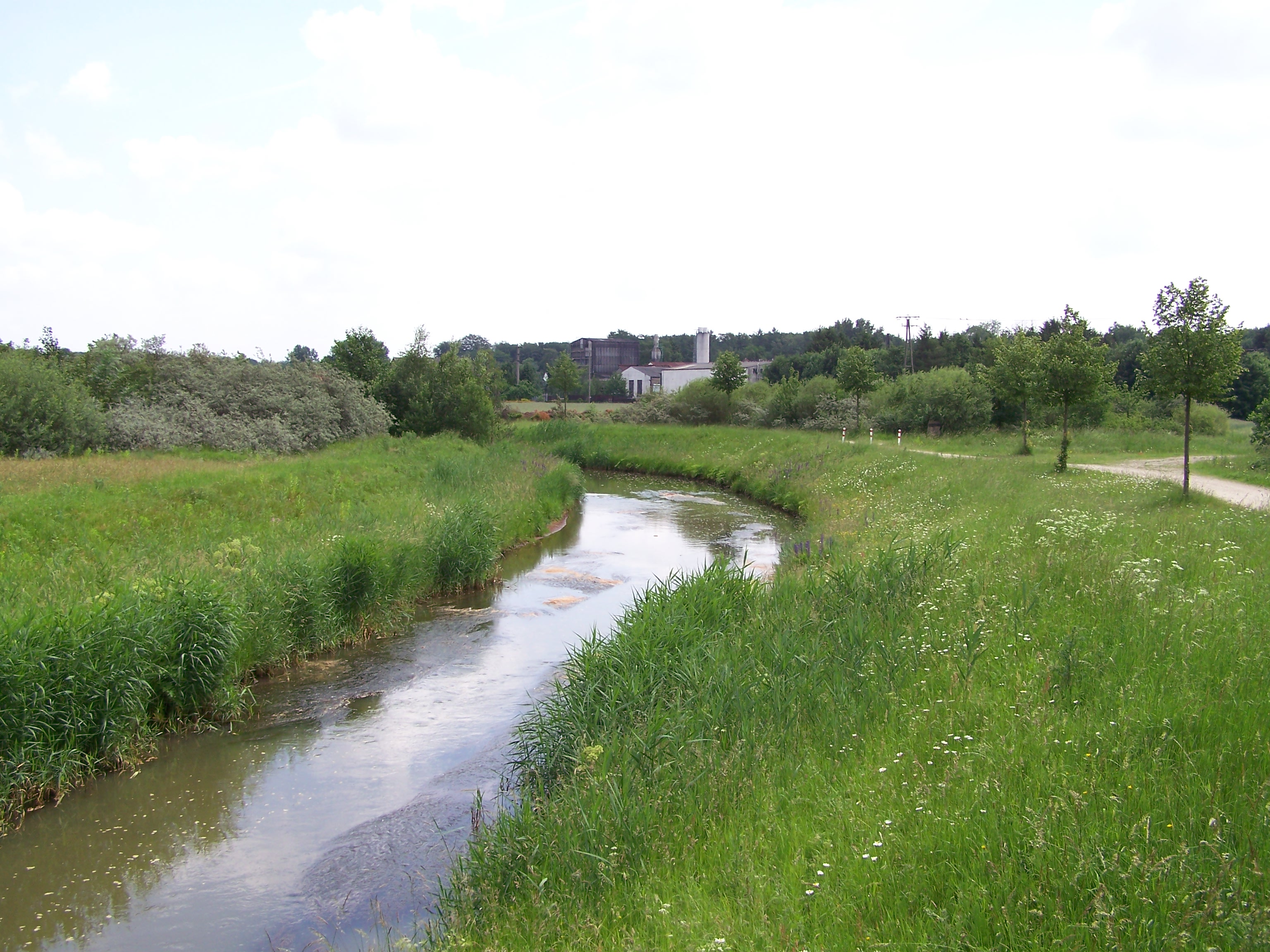
Die Hörsteler Aa bei Gravenhorst

Die Dreierwalder Aa trägt in Hörstel und seinen Bauerschaften den Abschnittsnamen Hörsteler Aa. Bei Gravenhorst tritt sie in das Ortsgebiet hinein nimmt den aus nördlicher Richtung von Püsselbüren kommenden Jordanbach sowie den Stollenbach auf und unterquert hiernach den Mittellandkanal mit einem Düker. Während des Zweiten Weltkrieges war dieser Düker in den Jahren 1944 und 1945 ein Ziel von britischen Bomberverbänden.
Nach dem Mittellandkanal ändert sich die Fließrichtung von westlich auf nördlich und es wird die Bahnstrecke Löhne–Rheine unterquert sowie die östlichen Siedlungsbereiche des Kernortes durchflossen.
Nach der Brücke, mit der die Tecklenburger Nordbahn die Aa überquert, ändert sich die Fließrichtung wieder nach Westen und die Aa verlässt am ehemaligen Fliegerhorst das Ortsgebiet.

#### Mittellandkanal
Kurz nach dem Beginn des Mittellandkanals am Nassen Dreieck tritt der Mittellandkanal nördlich der Millionenbrücke in das Ortsgebiet ein. Zwischen der Millionenbrücke und der Brücke der Bundesautobahn 30 befindet sich das Sicherheitstor Hörstel, welches im Notfall durch Herablassen den Kanal am vollständigen Auslaufen hindern kann.
Kurz nach der Autobahnbrücke verschwenkte der Kanal bis Ende der 1980er Jahre in die heute teilverfüllte „alte Fahrt“. Die neue Fahrt, auch „Durchstich Hörstel“ genannt, führt heute mit kleinerem Kurvenradius auf den Hafen in Uffeln zu, wo er wieder in sein altes Bett geführt wird.

#### Stichkanal Ibbenbüren
Das letzte Teilstück des Stichkanals Ibbenbüren (SKI) vom Wendebecken bis zum Bahndamm gehört zum Ortsgebiet Hörstels.
Die hinter dem Bahndamm befindliche alte Fahrt des Mittellandkanals ist mittlerweile als Naturschutzgebiet ST-128 „Alte Fahrt“ mit einer Fläche von 29,64 Hektar ausgewiesen.

#### Herthasee
Nördliche des Ortsgebietes befindet sich der als Campingplatz genutzte Herthasee der südlich durch den Bodelschwingh-Stollen begrenzt wird.

## Geschichte

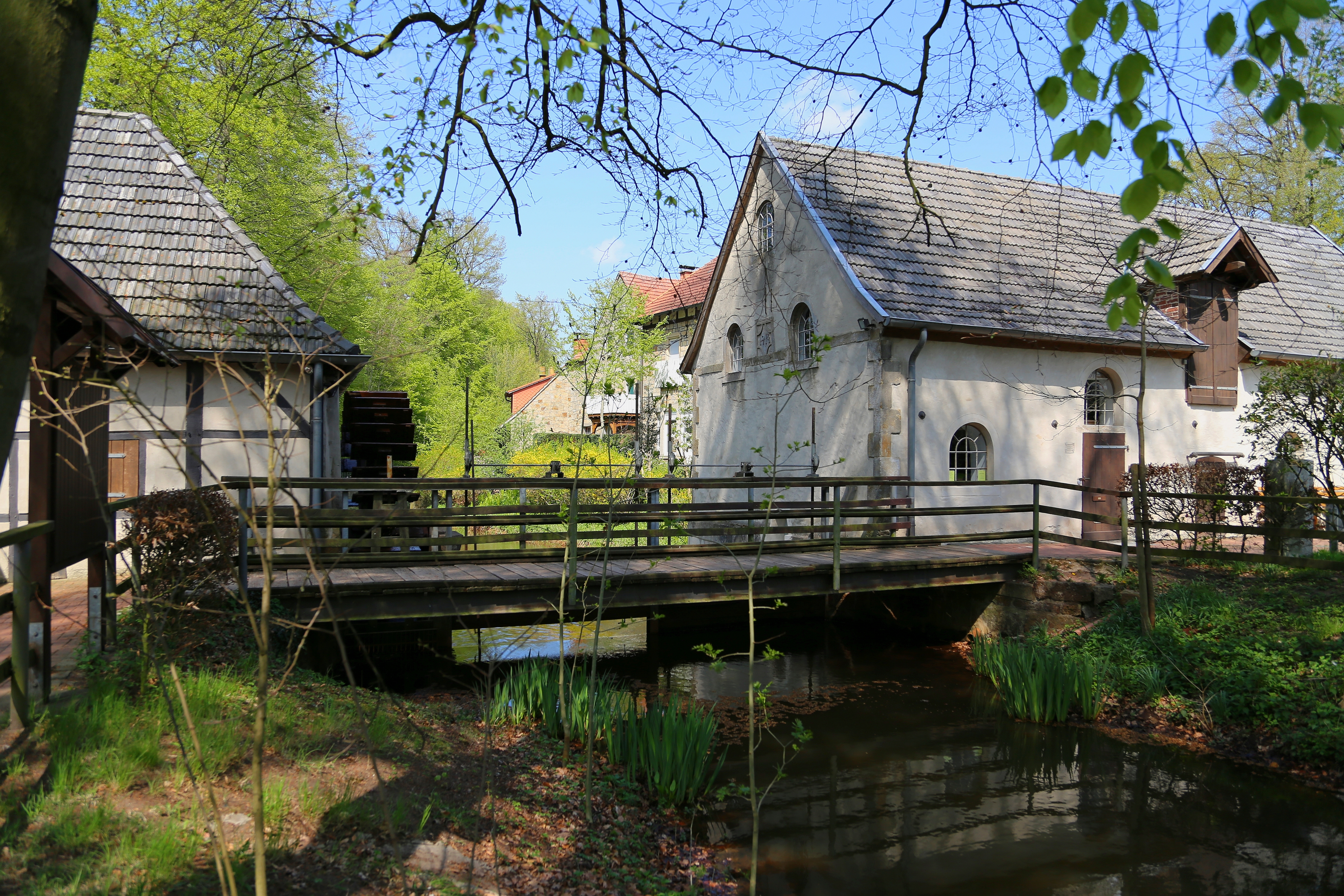
Die ab 1796 errichtete Knollmanns Mühle in Hörstel

Der erstmals urkundlich 1234 erwähnte Ort Hörstel war bis zum 19. Jahrhundert ein Kirchspiel der Ortschaft Riesenbeck und teilt dessen Geschichte. So wurde auch Hörstel durch den Erwerb der Osnabrücker Hochvogtei im Jahr 1236 durch Graf Otto I. von Tecklenburg Teil der Grafschaft Tecklenburg. Durch den tecklenburgischen Ministerialen Konrad von Brochterbeck entstand im Jahr 1256 das bei Hörstel gelegene Kloster Gravenhorst.
Im Jahr 1400 fiel die damalige Bauerschaft Hörstel an das Hochstift Münster. Dies war das Resultat andauernder Auseinandersetzungen des Grafen Nikolaus II. von Tecklenburg mit den mächtigen Nachbarn Münster und Osnabrück. 1803 wurde Hörstel dem Königreich Preußen angeschlossen und kehrte nach der napoleonischen Herrschaft 1816 mit der Gründung des Kreises Tecklenburg in das Tecklenburger Land zurück.
Mit dem 1. April 1900 endete die politische Abhängigkeit von Riesenbeck und es entstand die neue Gemeinde Hörstel, die sich aber weiterhin Teil des Amts Riesenbeck war. Auslöser für die Verselbständigung der Bauerschaft zur Gemeinde war die wirtschaftliche Entwicklung und die damit aufkommende Bevölkerungszunahme. Die katholische Kirchengemeinde wurde schon vorher zum 3. Juli 1849 aus der Kirchengemeinde Riesenbeck abgepfarrt. Wichtigster Faktor hierbei war die Eröffnung der Bahnlinie Osnabrück–Ibbenbüren–Rheine und der Bau des Bahnhofes in Hörstel im Jahr 1856. Ständige Blockaden der jeweiligen Orte im Gemeinderat taten ihr übriges, sodass am 9. Juni 1896 der Gemeinderat einstimmig für einen Antrag zur Abspaltung von Hörstel stimmte.
Am 1. April 1932 wurde ein Teilgebiet (4,20 km²) an die Nachbargemeinde Dreierwalde abgetreten. Das St.-Antonius-Krankenhaus wurde 1932 als allgemeines Krankenhaus für den Ort eingeweiht. Am 17. Mai 1974 wurde das Krankenhaus in ein psychiatrisches Sonderkrankenhaus umgewandelt. Nach Erweiterungen in den Jahren 1988 und 1998 ist es heute ein Standort der Alexianer zur Behandlung von Suchterkrankungen. Von 1970 bis 1993 wurde in Hörstel eine Flurbereinigung durchgeführt.
Die heutige Stadt Hörstel entstand am 1. Januar 1975 durch den Zusammenschluss der bisherigen Stadt Bevergern mit den Gemeinden Dreierwalde, Hörstel und Riesenbeck. Eine Fläche der ehemaligen Gemeinde Rheine rechts der Ems von 3,00 km², auf der damals 212 Personen lebten, kam hinzu. Die Stadtrechte brachte der Ortsteil Bevergern ein, die urkundlich am 25. Juli 1366 durch Nikolaus Graf zu Tecklenburg und seinen Sohn Otto verliehen wurden.

### Bürgermeister
Bürgermeister und Gemeindevorsteher der ehemaligen Gemeinde Hörstel (bis 1975):
- 1900–1924 Heinrich Noje gen. Knollmann[3]

## Wirtschaft
Im Westen an der Grenze zum Ibbenbürener Stadtteil Uffeln befindet sich ein großes interkommunales Gewerbegebiet.

## Verkehr

### Straßen

#### Bundesautobahn 30
Im südlichen Bereich des Ortes verläuft die Bundesautobahn 30, welche in der Relation Amsterdam-Berlin liegt. Hier befindet sich auch die Ausfahrt 10 „Hörstel“.
Knapp westlich der Ortsgrenze, jedoch schon im Rheiner Stadtteil Rodde gelegen, befindet sich die Ausfahrt 9 „Rheine-Kanalhafen“.

#### Ehemalige Bundesstraße 65
Mitten durch das Ortszentrum von Hörstel verläuft die ehemalige Bundesstraße 65. Nach dem Bau der Bundesautobahn 30 wurde dieses Teilstück zur Landesstraße 501 herabgestuft.

### Schienenverkehr

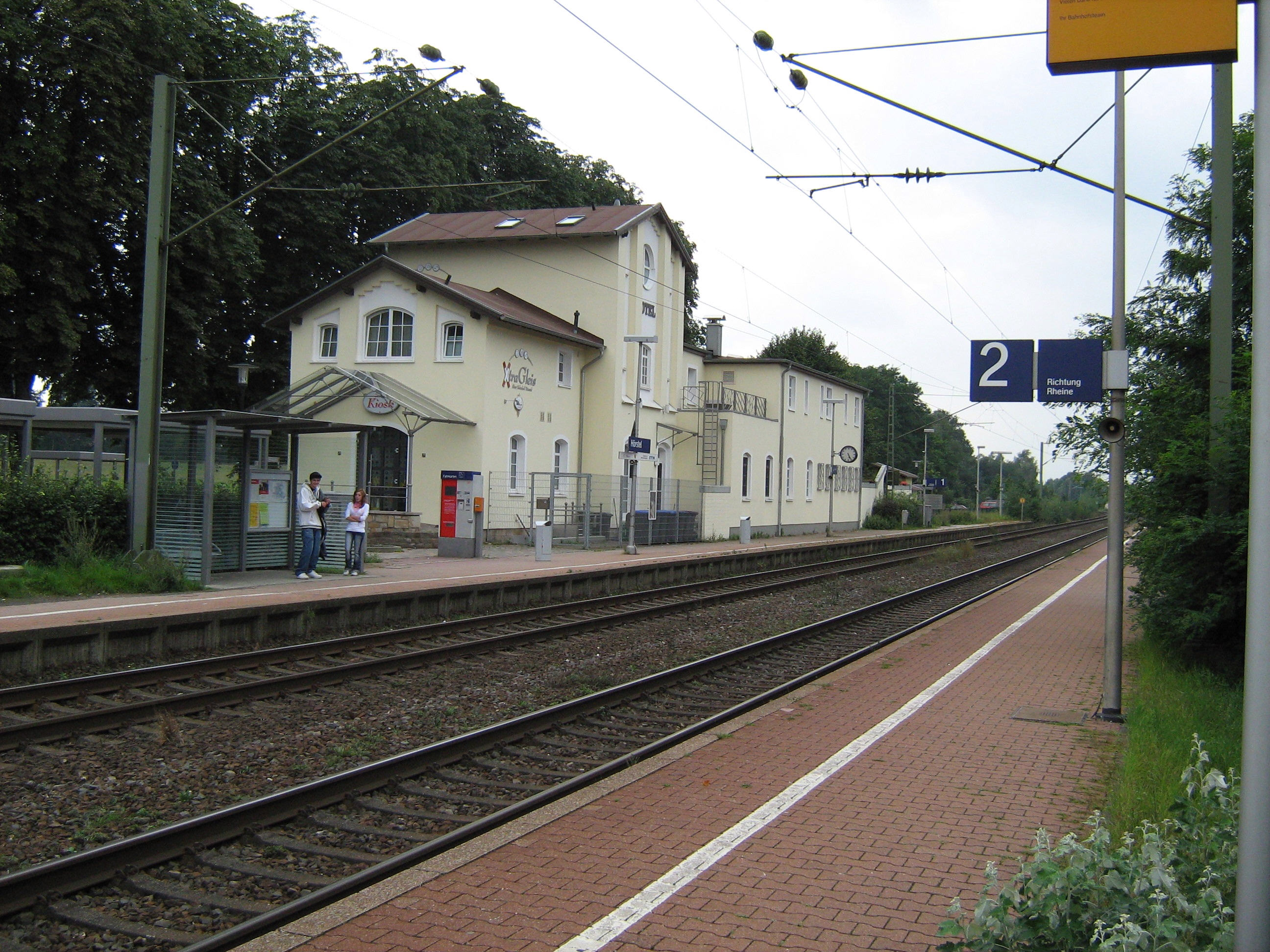
Bahnhalt Hörstel mit Bahnhofsgebäude

#### Bahnstrecke Löhne-Rheine
An der Bahnstrecke Löhne–Rheine liegt der Bahnhof Hörstel, welcher heute aber nur noch als Haltepunkt geführt wird.
Es halten:
- der RE 60 „Ems-Leine-Express“ Rheine–Osnabrück–Minden–Hannover–Braunschweig (Zwei-Stunden-Takt) und
- die RB 61 „Wiehengebirgs-Bahn“ Bad Bentheim–Rheine–Osnabrück–Herford–Bielefeld (Stundentakt).

Der Güterbahnhof sowie Lade- und Ausweichgleise wurden stillgelegt und entfernt.

#### Tecklenburger Nordbahn
Im Bereich des Ortsteils Ostenwalde verläuft die eingleisige und nur noch im Güterverkehr betriebene Tecklenburger Nordbahn.
Gelegentlich gibt es hier Museumsverkehr.
Der Bahnhof Ostenwalde ist noch vorhanden und besitzt ein Ausweichgleis.

## Infrastruktur

### Schulen
- St. Ludgerus Schule (Grundschule)
- Gesamtschule Hörstel

### Feuerwehr
Die Freiwillige Feuerwehr Hörstel wurde am 30. Juni 1907 gegründet. Mit der Kommunalreform am 1. Januar 1975 wurde sie zum Löschzug Hörstel der Stadt Hörstel.
Es werden mehrere Fahrzeuge sowie Spezialfahrzeuge unter anderem ein ABC-Zug des Kreises Steinfurt vorgehalten.